# Boxclever
Boxclever war ein britisches Unternehmen mit Sitz in Bedford, das Elektrogeräte vermietete, insbesondere wurden Fernsehgeräte an Privatpersonen verliehen. Boxclever ist 2000 aus der Fusion der beiden traditionsreichen Unternehmen „Radio Rentals“ und „Granada Rentals“ entstanden. Bei den beiden Vorgängerunternehmen entwickelte sich das Geschäft in der Vergangenheit über viele Jahre erfolgreich. Als Elektrogeräte immer billiger und auch technisch zuverlässiger wurden, brachen jedoch die Einnahmen weg. Durch die Fusion sollte die Zukunft beider Unternehmen angesichts eines schrumpfenden Marktes gesichert werden. Im Zusammenhang mit der Fusion beteiligte sich die WestLB an Boxclever und gab zusätzlich Kredite in Höhe von zusammen 1,4 Mrd. Euro. Als Boxclever dann jedoch 2003 insolvent wurde, mussten hiervon 427 Mio. abgeschrieben werden. Die WestLB-Beteiligung wurde 2004 an den US-Finanzinvestor Fortress verkauft. 
Bei der WestLB führte das Boxclever-Engagement zusammen mit anderen Fehlinvestitionen zum Rücktritt mehrerer Vorstandsmitglieder und zu einem Gerichtsverfahren wegen Untreue gegen den damaligen Vorstandsvorsitzenden Jürgen Sengera.